# Prison(s)
Prison[s] est une série documentaire française de 5 épisodes de 20 minutes réalisée par Charlotte Lavocat et diffusée à partir du 20 mars 2022 sur la plate-forme de diffusion de contenus numériques France.tv Slash, appartenant au groupe France Télévisions. 

## Concept
Chaque épisode de cette mini-série détaille un aspect du milieu pénitentiaire français grâce aux témoignages d'anciens détenus, d'agents de l'administration pénitentiaire et d'experts du monde pénitentiaire. La série est en outre soutenue par la direction de l'Administration pénitentiaire et la direction de la Protection judiciaire de la jeunesse,.
L'idée de cette série a émergé durant le confinement mis en place en France lors de la pandémie de COVID-19, plus particulièrement avec la fin des parloirs et des visites des familles en prison durant cette période. L'un des objectifs est également de à briser certains préjugés et clichés concernant les prisons françaises,, mais souligne également certains dysfonctionnement et limites de l'administration pénitentiaire française via le prisme de plusieurs experts,.
Chaque épisode, introduit par un détenu ou ancien détenu « fil rouge »,,, est filmé dans un établissement différent et traite d'une thématique pénitentiaire particulière (quartier des arrivants, quartier des mineurs, quartier des femmes, unité sanitaire et peines alternatives à l'incarcération), chaque site ayant été choisi par la direction de l'Administration pénitentiaire,.
Chaque épisode est en outre réalisé avec des images et enregistrements bruts sans voix off, bénéficiant parfois de quelques lignes de textes afin de contextualiser les images,. Les visages des détenus mineurs sont systématiquement floutés et leur identité est rendue anonyme tandis que les détenus majeurs ne sont filmés à visage découvert que lorsque leur jugement est passé. Les raisons de l'incarcération des détenus ne sont cependant pas abordées.

## Épisodes

### Saison 1

#### Épisode 1:  Djimé et le quartier des arrivants
L'épisode se déroule au centre pénitentiaire de Varennes-le-Grand, situé dans le département de Saône-et-Loire, en région Bourgogne-Franche-Comté. La thématique principale de l'épisode tourne autour de l'arrivée d'un détenu en prison en insistant notamment sur le « choc carcéral » que ressentent parfois certains détenus qui découvrent la prison pour la première fois. L'épisode propose également un portrait de surveillants pénitentiaires chargés d'accueillir les nouveaux détenus,,.

#### Épisode 2:  Jul et le quartier mineurs
L'épisode se déroule au centre pénitentiaire d'Avignon-Le Pontet, situé dans le département du Vaucluse, en région Provence-Alpes-Côte d'Azur, et est consacré à la thématique de l'incarcération des mineurs,.

#### Épisode 3:  Aurélie et le quartier des femmes
L'épisode se déroule au centre de détention de Bapaume, situé dans le département du Pas-de-Calais, dans la région des Hauts-de-France, et est consacré à la thématique de l'incarcération des femmes,.

#### Épisode 4:  Cyril et l'unité sanitaire
L'épisode se déroule au centre pénitentiaire d'Aix-Luynes, situé dans le département des Bouches-du-Rhône, en région Provence-Alpes-Côte d'Azur, et est consacré à la thématique de l'incarcération des détenus souffrant de dépendances à l'alcool ou aux drogues et leur suivi dans les unités médicalisées telles que les unités hospitalières spécialement aménagées (UHSA), dont celle de Marseille qui intervient au centre pénitentiaire. L'épisode aborde également le sujet du suivi des détenus souffrant de troubles psychiatriques,.

#### Épisode 5:  Vincent et les peines alternatives
L'épisode suit des détenus bénéficiant d'aménagement de peines, tels que des travaux d'intérêt général ou le placement sous surveillance électronique, leur permettant ainsi d'éviter d'être incarcérés,.

## Fiche technique
- Titre original : Prison[s]
- Auteure : Charlotte Lavocat
- Réalisatrice : Charlotte Lavocat
- Images : Victor Bruzzi, Origa Robert, Alison Si Tahar, Clémentine Pavan
- Montage : Brice Gauthier, Vincent Eyer
- Musique originale : David Federman et Jim Grandcamp
- Sociétés de production : Empreinte Digitale
  - Producteurs : Joachim Landau et Raphaël Rocher
- Diffusion : France.tv Slash
- Pays d'origine :  France
- Langue originale : français
- Format : 16/9
- Genre : Documentaire
- Nombre de saisons : 1
- Nombre d'épisodes : 5
- Durée : 20 minutes
- Année de production : 2022
- Date de première diffusion :
  -  France : 20 mars 2022[f]
- Classification : Tout public